# Ntare IV
Ntare IV Rugamba Rutaganzwa est un roi du Burundi (1796 à 1850). Il est le fils du roi Mwambutsa III Mbariza.
Il a réalisé la plus forte expansion dans l'histoire du Burundi, en doublant le territoire. Il était natif de la commune actuelle de Bugendana, province Gitega qui est la capitale politique du Burundi.